# بنت من شبرا (مسلسل)
بنت من شبرا هو مسلسل دراما مصري من إخراج جمال عبد الحميد وبطولة ليلى علوي، طارق لطفي، عزت أبو عوف، ريهام عبد الغفور، شويكار، سميرة عبد العزيز ومحمد الشقنقيري.

## قصة المسلسل
تقرر "ماريا إميليو ساندرو" التي عاشت طيلة حياتها في حي شبرا أن تسرد على مسامع حفيدها قصة حياتها في الحي، والأزمات العاصفة التي تعرضت لها، وقصة حبها مع "كريم المصري" التي غيرت حياتها كلية.

## طاقم العمل
- ليلى علوي في دور «ماريا إميليو ساندرو»
- طارق لطفي في دور «كريم»
- عزت أبو عوف في دور «ساندرو»
- ريهام عبد الغفور في دور «نينا»
- شويكار في دور «ماتيلدا»
- سميرة عبد العزيز في دور «تراضي»
- محمد الشقنقيري في دور «خالد رضوان»
- شريف خير الله في دور «رشدي»
- طارق التلمساني في دور «كوستا»
- حنان مطاوع في دور «جوليا»
- منى عبد الغني في دور «زينب»
- أشرف عبد الغفور في دور «سيد أفندي»
- إيهاب فهمي في دور «اسحاق»
- عمرو عبد الجليل في دور «سعد»
- ميمي جمال في دور «لورا»
- سلوى محمد علي في دور «خديجة»
- صبري عبد المنعم في دور «هارون»
- رؤوف مصطفى في دور «جورجيادس»
- عهدي صادق في دور «الأب لورانزو»
- عفاف حمدي في دور «فريدة»
- أحمد سعد ميشو في دور «يسري»
- نادر كمال
- محمود عبد الغفار في دور «محمود الرسام»
- جيهان قمري
- أشرف أمين
- هيدي كرم في دور «بولا»
- أحمد السلكاوي في دور «توني برتولدي»
- يوسف العسال
- أحمد داود في دور «زكي»
- طارق سليمان
- حسام الجندي
- محمود سمير في دور «ايهاب»
- شادي الدالي
- فتحي سالم في دور «كريم»
- سيد مصطفى
- بيومي فؤاد
- ألفت عمر
- عماد الراهب
- حمدي السخاوي
- شريف صبحي
- أحمد نبيل
- محمد التاجي
- أمل إبراهيم
- عاطف طنطاوي
- جمال يوسف
- مصطفى عبد الفتاح
- مصطفى أبو العزايم
- شيري عادل
- هدى الصيفي
- مصطفى عكاشة
- هاني إبراهيم
- عبير مكاوي في دور «الزا»
- ضياء عبد الخالق في دور «زخاري»
- رشا زهران في دور «جانيت»
- لانا يوسف في دور «الأميرة نور»
- هبة السباعي في دور «شيرلي»
- أماني يوسف في دور «فاطمة»
- عابد عناني في دور «فايز»